# Thelenellaceae
Thelenellaceae es la única familia de hongos del orden Thelenellales, en la clase Lecanoromycetes.

## Géneros
- Aspidothelium
- Chromatochlamys
- Thelenella